# Torre de' Roveri
Torre de' Roveri là một đô thị ở tỉnh Bergamo trong vùng Lombardia của nước Ý, có vị trí cách khoảng 50 km về phía đông bắc của Milano và khoảng 9 km về phía đông của Bergamo. Tại thời điểm ngày 31 tháng 12 năm 2004, đô thị này có dân số 2.134 người và diện tích là 2,7 km².
Torre de' Roveri giáp các đô thị: Albano Sant'Alessandro, Pedrengo, San Paolo d'Argon, Scanzorosciate.